# Willem Barentsz
Willem Barentsz (Terschelling, Ilhas Frísias, ca. 1550 – Nova Zembla, 20 de junho de 1597) foi um navegador neerlandês que explorou as regiões do Oceano Árctico em busca de uma passagem que permitisse atingir o Extremo Oriente através de uma rota circumpolar. Empreendeu três expedições, explorando a costa norte da Escandinávia, o mar da Carélia (hoje Mar de Barentsz  em sua homenagem) e atingiu as costas das ilhas de Nova Zembla e de Spitsbergen, sendo o primeiro europeu a dar notícias seguras da sua existência e características.

## Viagens de exploração
No verão de 1594 Barentsz saiu de Amesterdão ao comando de dois navios com o objectivo de encontrar a então inexplorada Passagem do Nordeste que, pelo norte dos continentes europeu e asiático, permitisse atingir a China e o Japão. Navegou para norte, ao longo da costa norueguesa, contornou a península da Escandinávia e atingiu a costa ocidental da ilha de Nova Zembla, que tentou contornar pelo norte. O surgimento do inverno e as latitudes elevadas do norte da ilha, cujo extremo quase atingiu, não permitiram a continuação da viagem, sendo a expedição obrigada a regressar.
No ano seguinte (1595), Barentsz comandou nova expedição, desta vez incluindo sete navios, numa nova tentativa de encontrar a Passagem do Nordeste. Tendo em conta a experiência do ano anterior, tentou contornar Nova Zembla pelo sul, através do estreito entre a costa siberiana e a ilha de Vaygach, mas chegou demasiado tarde para encontrar águas livres de gelo, sendo obrigado a retornar sem ultrapassar aquela ilha.
Não desistindo do seu intento, na primavera de 1596 partiu com nova expedição, desta vez reduzida a dois navios, e dirigiu-se novamente ao Árctico. Na sua viagem pelo largo do mar da Noruega encontrou a Ilha do Urso e, depois de contornar o norte da Escandinávia, o arquipélago de Svalbard, onde nas imediações da ilha de Spitsbergen os seus navios se separaram, perdendo definitivamente contacto entre si.
O navio de Barents, depois de ter contornado o extremo norte de Nova Zembla, ficou aprisionado no gelo, obrigando Barentsz  e a sua tripulação a invernar naquelas latitudes. Para tal forma obrigados a utilizar as madeiras da superestrutura do navio para construir um abrigo na costa da ilha, onde permaneceram durante o longo e penoso inverno árctico.
Na primavera seguinte, como o gelo não libertasse o navio, a tripulação foi obrigada a aparelhar dois escaleres de boca aberta, e com eles tentar atingir a costa da Sibéria.

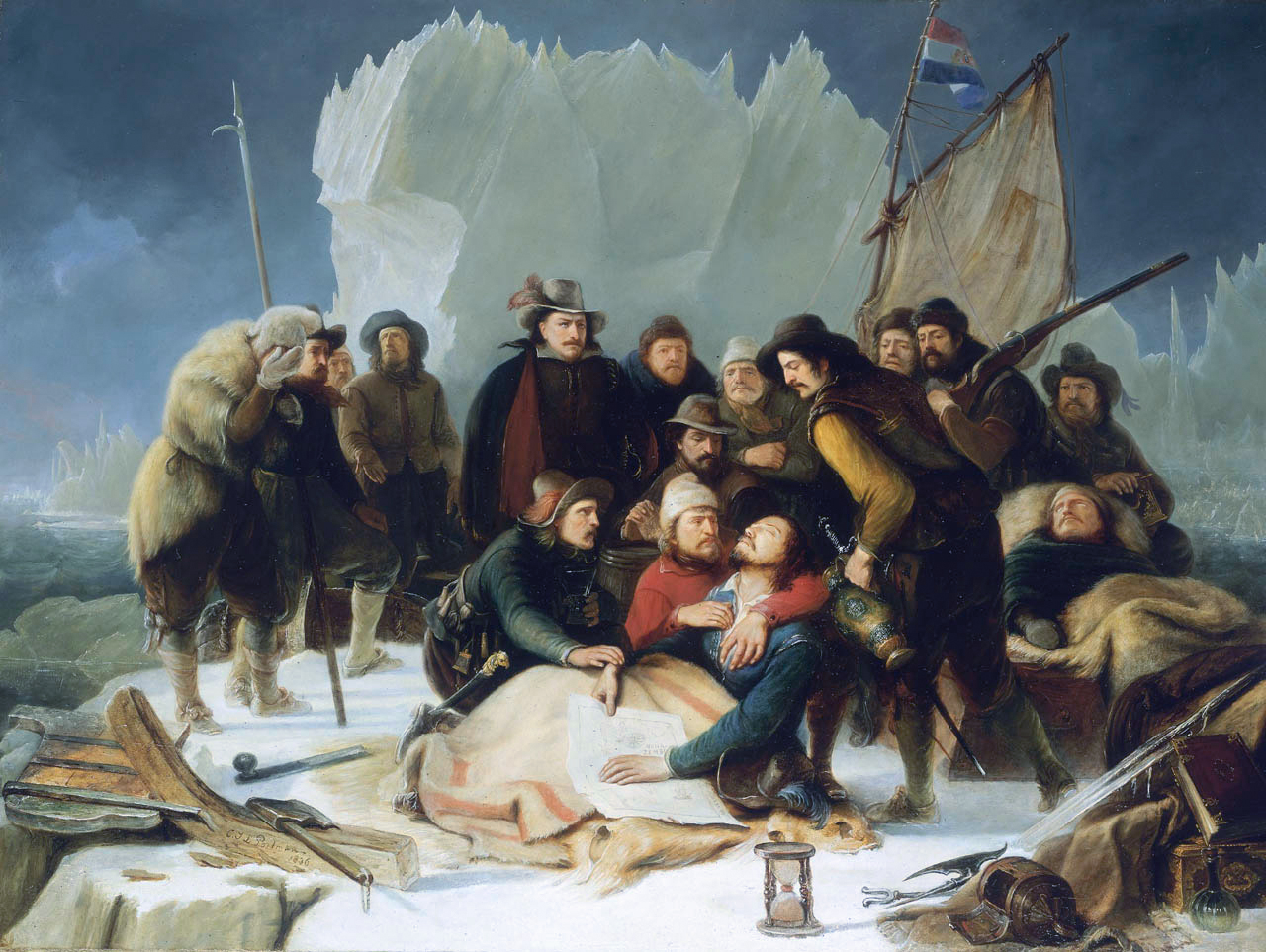
A morte de Willem Barentsz por Christiaan Portman no National Maritime Museum, Londres.

Barentsz  e os sobreviventes da sua expedição partiram nos escaleres a 13 de junho de 1597, tendo a maioria conseguido regressar a casa depois de uma aventurosa viagem pelas costas da Sibéria e Carélia. Willem Barents, contudo, faleceu a 20 de Junho, poucos dias depois da partida, ficando sepultado nas costas geladas de Nova Zembla. Os restantes sobreviventes atingiram a península de Kola, onde foram recolhidos por um navio que os conduziu aos Países Baixos.
Em 1871 o abrigo em que Barentsz  e a sua tripulação foram obrigados a invernar foi descoberto intacto, mantendo em bom estado numerosos objectos. Esses objectos foram trazidos para Haia, onde estão em exposição. Em 1875 foi encontrada parte substancial do diário de Willem Barents.
A história do terrível inverno que Barentsz  e os seus companheiros foram obrigados a passar em Nova Zembla foi publicada por Gerrit de Veer, o carpinteiro do navio, que manteve um diário pormenorizado dos eventos. Desse diário consta o primeiro registo publicado do efeito Nova Zembla, uma anomalia na propagação da luz através da atmosfera, resultante da diferença de refracção entre camadas de ar muito frio, que provoca a ilusão do achatamento do Sol e permite observar astros que se encontram abaixo da linha do horizonte.
Também Jan Huygen van Linschoten, outro famoso explorador neerlandês, participou nas expedições de 1594 e de 1595, publicando depois um relato circunstanciado do percurso feito e das terras e mares visitados.